# Riu Gila
El riu Gila (en anglès Gila River) és un llarg riu del sud-oest dels Estats Units, un dels principals afluents del riu Colorado, amb una llargada de 1.044 km i una conca de 150.740 km². Administrativament, el riu discorre pels estat de Nou Mèxic i Arizona.

## Geografia
El riu Gila neix a l'oest de l'estat de Nou Mèxic i el seu curs recorre 1.044 km fins a unir-se al riu Colorado, a l'alçada de Yuma. Els seus recursos hídrics abasteixen actualment les ciutats de Phoenix i Yuma, a l'estat d'Arizona. A banda abasteix nombrosos camps agrícoles i petites poblacions per les quals passa el seu cabal.

## Història
El primer europeu a veure el riu Gila fou probablement l'explorador i missioner espanyol Juan de la Asunción. Asunción arribà al Gila el 1538 després de viatjar cap al nord seguint un dels seus afluents, ja fos el San Pedro o el Santa Cruz. El 1540 Hernando de Alarcón va navegar pels rius Colorado i Gila, i en els mapes dibuixats en la seva expedició els identificà com a Miraflores o Brazos de la Miraflores.
Després de la Intervenció Nord-americana a Mèxic de 1846 a 1848 i pel Tractat de Guadalupe-Hidalgo el riu va servir com a frontera entre Mèxic i els Estats Units. Posteriorment el president mexicà Antonio López de Santa Anna va vendre el 1853 als Estats Units la regió coneguda com La Mesilla per deu milions de dòlars de l'època.